# Orlando Figuera
Orlando Figuera Esparragoza (1996-Caracas, 4 de junio de 2017) fue un joven venezolano atacado durante las protestas en Venezuela de 2017. Antes de fallecer, Orlando responsabilizó del ataque a un grupo de personas enemistadas con él por motivos laborales: el «Malandrín»; el «Pecas»; el «Menor»; el «Oriental» y el «Mono». El día después de la muerte de Orlando Figuera, la fiscal general Luisa Ortega Díaz desmintió que Figuera hubiese sido víctima de un crimen de odio o atacado por ser chavista, como alegaba la versión gubernamental. Para 2024, ninguna persona ha sido juzgada por el asesinato de Figuera.

## Muerte

### Contexto
Desde 2014 Venezuela empezó a experimentar un gran crecimiento de la violencia y la inseguridad, para 2014 se informó que de 1998 a 2014 hubo alrededor de 231.562 muertes violentas. Debido a esto empezó a aumentar un fenómeno poco común hasta ese momento, desde 2015 se empezaron a dar una serie de linchamientos populares a delincuentes comunes debido a la aparente ineficacia de las fuerzas de seguridad del estado para combatirlos, en 2016 dichos linchamientos se incrementaron en un 650% respecto al año anterior. Dichos episodios muchas veces tuvieron trágicas consecuencias cuando las turbas confunden a civiles inocentes con delincuentes, como pasó con el linchamiento del chef Roberto Fuentes Bernal. Tan solo en enero de 2017, en Caracas, 64 presuntos delincuentes habían sido linchados.

### Hechos
Según investigaciones realizadas por el Ministerio Público, el 20 de mayo de 2017, en la urbanización Altamira del municipio Chacao, Orlando Figuera, de 22 años, se encontró en un escenario de protesta con un sujeto con el que había tenido un altercado anteriormente por una plaza de trabajo en Parque Miranda, quien al verlo lo agredió con un arma blanca y comenzó a gritar a la multitud, acusándolo de robar para que fuese agredido. Según la información suministrada por la Fiscalía en el Balance de víctimas fallecidas y lesionadas durante manifestaciones en abril-junio de 2017:

(...) se encontró con un sujeto con el que había tenido un altercado anteriormente y que le había herido con arma blanca por una plaza de trabajo en Parque Miranda. Al verlo, el hombre inmediatamente lo agrede con un arma blanca ocasionándole una herida y comenzó a gritar a los manifestantes que estaban cerca «este estaba robando» para que la multitud lo agrediera física y verbalmente. En ese momento recibió varias heridas con armas blancas, una persona le roció gasolina y lo prendió en fuego.

Posteriormente Figuera fue auxiliado por miembros de Salud Chacao y trasladado al Hospital Domingo Luciani, en el Llanito, donde autoridades le tomaron la declaración. Figuera ingresó al hospital con quemaduras de primer y segundo grado en el 80 % de su cuerpo, así como con varias heridas causadas por arma blanca.En su testimonio, Orlando responsabilizó del ataque a un grupo de personas, apodados el «Malandrín»; el «Pecas»; el «Menor»; el «Oriental»; el «Mono», a quienes conocía del trabajo y que lo antagonizaban por motivos laborales; y a Keylis Alexander Sierra, quien fue señalado como el autor material de prenderle fuego a Figuera.
Figuera también declaró que fue apuñalado por el «Malandrín» y describió a los protagonistas como «chico negro, otro rubio, un asiático, un niño...». La fiscal general Luisa Ortega Díaz, quien encabezaba el Ministerio Público y había sido ratificada para un segundo período por la Asamblea Nacional de mayoría oficialista, apuntó el 1 de junio que los presuntos autores del linchamiento estaban identificados y le solicitó al Estado que se le prestara a la víctima la atención médica correspondiente por el delicado estado de salud en que se encontraba. La madre de Orlando, Inés Esparragoza, afirmó que a pesar de recibir mucha ayuda por parte del Gobierno, los médicos del hospital Domingo Luciani no atendieron bien a su hijo:
«A mi hijo nunca le hicieron una cura. [...] De los 15 días que estuvo hospitalizado, solo uno le limpiaron las quemaduras y fue el día anterior a su muerte, él ya olía mal».
Orlando Figuera falleció en la unidad de cuidados intensivos en la madrugada del 4 de junio, catorce días después de haber sido atacado. A Esparragoza le comunicaron versiones contradictorias de su muerte: por una parte un médico del hospital le informó que a su hijo lo habían entubado porque había sufrido un accidente cerebrovascular, mientras que otro luego le dijo que Figuera sufrió un paro cardiorrespiratorio. Esparragoza declaró que «Cuando me pasaron a ver el cadáver de mi hijo, él no estaba entubado» y que «estaba como dormido, parecía un monstruo y estaba lleno de sangre por todos lados». Según el patólogo de la Medicatura Forense Bello Monte, Orlando falleció por una infección en la piel.
El día después de la muerte de Orlando Figuera, Luisa Ortega Díaz desmintió que Figuera hubiera sido víctima de un crimen de odio o atacado por ser chavista, como alegaba la versión gubernamental.El diputado opositor a la Asamblea Nacional, Juan Andrés Mejía, rechazó los actos de violencia y lamentó la muerte de Figuera.Días más tarde, el concejal del municipio Chacao, Diego Scharifker, declaró al canal Globovisión que el joven no fue atacado por ser chavista, sino porque fue acusado de estar robando, y alegó que ni los atacantes ni la víctima eran parte de la protesta que se desarrollaba en el lugar. Inés Esparragoza rechazó la hipótesis de que su hijo hubiera estado robando. El discurso oficialista aseguró que una turba de manifestantes enardecidos lo atacó al confundirlo con una persona afecta al gobierno y señalarlo como «infiltrado». El sistema comunicacional estatal oficial preparó videos sobre el caso y los padres de Figuera fueron entrevistados por el propio ministro de comunicación, Ernesto Villegas. Villegas alegó que el móvil del ataque fue la tendencia política de Figuera. El presidente Nicolás Maduro afirmó que Figuera fue atacado por su raza y condición social.
El 6 de junio, el Ministerio Público de Venezuela volvió a rechazar la versión gubernamental, reiterando que Figuera no fue atacado por ser chavista De acuerdo con las investigaciones encabezadas por el fiscal 48° del Área Metropolitana de Caracas, Dixon Zerpa, Figuera tuvo un altercado con un enemigo que lo apuñaló e hizo creer a los presentes que estaba robando para que lo agredieran.

## Investigaciones
El 20 de junio de 2017, el canal estatal Venezolana de Televisión informó que el Servicio Bolivariano de Inteligencia Nacional (SEBIN) había identificado a Enzo Franchini Oliveros, de 32 años, como el presunto autor material del ataque a Figuera, luego de irrumpir en su residencia en Caracas. Ni el Ministerio Público ni el Cuerpo de Investigaciones Científicas, Penales y Criminalísticas (CICPC) habían mencionado el nombre de Oliveros.
El 5 de agosto, la Asamblea Nacional Constituyente, controlada por el oficialismo, destituyó a Luisa Ortega Díaz como fiscal general de Venezuela y designó a Tarek William Saab como sustituto el mismo día. Las reseñas ni profesiones ofrecidas por Orlando Figuera al Ministerio Público antes de su muerte no corresponden a la de Enzo Franchini Oliveros y la de su casco blanco cuando estaba presente en la protesta, y en su testimonio Figuera no mencionó a Enzo Franchini Oliveros.
Posteriormente Enzo Franchini Oliveros declaró que participaba activamente en las marchas opositoras, que se dedicaba a ayudar a los heridos de las manifestaciones y recogiéndolos con su motocicleta para retirarlos del gas lacrimógeno o por si necesitaban alguna intervención urgente. El 20 de mayo de 2017 acudió a ver qué ocurría en el tumulto en Altamira; según su madre, Elena, Enzo Franchini intentó evitar el ataque contra Orlando. Enzo Franchini consiguió salir del país antes de que el SEBIN pudiera detenerlo, y después de residir por un tiempo en Estados Unidos, Franchini se mudó a Valencia (España), y posteriormente a Madrid. Su madre, Elena, sostiene que de realmente haber hecho algo malo «habría decidido irse a Italia, pues su constitución prohíbe la extradición de sus nacionales», y ha declarado que por al menos dos años el régimen Maduro ha acusado abiertamente y criminalizado a Franchini en redes sociales y en programas de televisión, usando calificativos como «sicario de la derecha», «miembro del Ku Klux Klan», «corrupto de Odebrecht» o «terrorista».
El 31 de mayo de 2019, Tarek William Saab solicitó una orden de aprehensión con inclusión al sistema de alerta roja de la Interpol contra el presunto responsable de la muerte de Figuera,
y el 10 de julio Enzo Franchini fue detenido en Getafe (Madrid), después de renovar su carné de conducir y tras ser solicitado por Venezuela.
La Audiencia Nacional de España ordenó la entrada en prisión de Enzo Franchini, quien es trasladado a la cárcel de Soto del Real. Saab informó y aseguró que le serían imputados cargos por «instigación pública, terrorismo y homicidio intencional calificado».La madre de Enzo Franchini denunció que «nos han sometido a una terrible campaña de calumnias y acoso. Amenazas si no colaboramos con ellos. Mi hija pasó 48 horas en el Helicoide y a mi marido, que sigue allí, van a visitarlo de vez en cuando».
Venezuela emitió una solicitud de extradición para Enzo Franchini, la cual fue rechazada por la Audiencia Nacional de España. El juez encargado, Pedraz, le exigió a las autoridades judiciales venezolanas el 6 de septiembre de 2019 que volvieran a remitir la documentación extradicional, la cual era ilegible, pero nunca se volvió a enviar. Tarek William Saab calificó la información publicada por el periódico La Razón como «fake news». La Audiencia Nacional le concedió libertad condicional a Enzo Franchini el 4 de noviembre.
Según el fiscal Marcelo Azcárraga, la documentación remitida a España no se describe ninguna actividad delictiva del reclamado, solo que Enzo Franchini se encontraba presente en el lugar y en el momento del hecho, al igual que otras personas, sin describir «conducta participativa directa», y que con un escrito de acusación en España con tal descripción de los hechos, la sentencia tendría que ser absolutoria. Su abogado defensor pro bono, Ismael Oliver, señaló que en la declaración de Orlando Figuera al Ministerio Público de Venezuela se identifica a los responsables del ataque: «El Malandrín», «El Pecas», «El Menor», «El Oriental» y «El Mono» y Keylis Alexander Sierra, quien es señalado como el autor material de prenderle fuego a Figuera, y cuestionó que se reclamara «a una persona que consta, debidamente acreditado, que no participó ni estuvo involucrada en estos hechos». Oliver también indicó que la documentación enviada era ilegible, sostuvo que lo poco legible alejaba a Enzo Franchini de los hechos, y recordó tanto la situación de derechos humanos en Venezuela como lo que le ocurriría a cualquier persona que fuera entregada a Venezuela.
El 5 de junio de 2020 la Sala de lo Penal Sección 1 de la Audiencia Nacional accedió a la extradición de Franchini al considerar que se daban todos los requisitos para proceder, decisión apelada tanto por la fiscalía como la defensa, pero revocó la decisión el 30 de septiembre ante el temor de que se vulneraron sus derechos fundamentales.